# Distrito de Leuk
El distrito de Leuk (en alemán Bezirk Leuk, en francés district de Loèche) es uno de los catorce distritos del cantón del Valais, Suiza, situado en el centro del cantón. La capital distrital es la comuna de Leuk.

## Geografía
El distrito se encuentra en las regiones del Alto Valais (Oberwallis/Haut-Valais), la cual es de población suizo-alemana. El distrito limita al norte con los distritos de Obersimmental-Saanen (BE) y Frutigen-Niedersimmental (BE), al este con el de Raroña occidental, al sureste con el de Visp, y al oeste con el de Sierre.

## Comunas
| Distrito de Leuk | Distrito de Leuk       | Distrito de Leuk |
| Comunas          | Población (31.12.2008) | Superficie km²   |
| ---------------- | ---------------------- | ---------------- |
| Agarn            | 772                    | 7,6              |
| Albinen          | 278                    | 15,5             |
| Ergisch          | 192                    | 29,8             |
| Erschmatt        | 294                    | 11,2             |
| Gampel-Bratsch2  | 1854                   | 23,1             |
| Guttet-Feschel1  | 401                    | 10,5             |
| Inden            | 103                    | 9,9              |
| Leuk             | 3449                   | 44,1             |
| Leukerbad        | 1590                   | 67,2             |
| Oberems          | 130                    | 84,6             |
| Salgesch         | 1337                   | 11,4             |
| Turtmann         | 988                    | 6,8              |
| Unterems         | 163                    | 1,4              |
| Varen            | 622                    | 12,8             |
| Total (14)       | 12 173                 | 335,9            |

### Modificaciones
- 11 de octubre de 2000: Fusión de las comunas de Guttet y Feschel en la nueva comuna de Guttet-Feschel.
- 21 de enero de 2009: Fusión de las comunas de Gampel y Bratsch en la nueva comuna de Gampel-Bratsch.

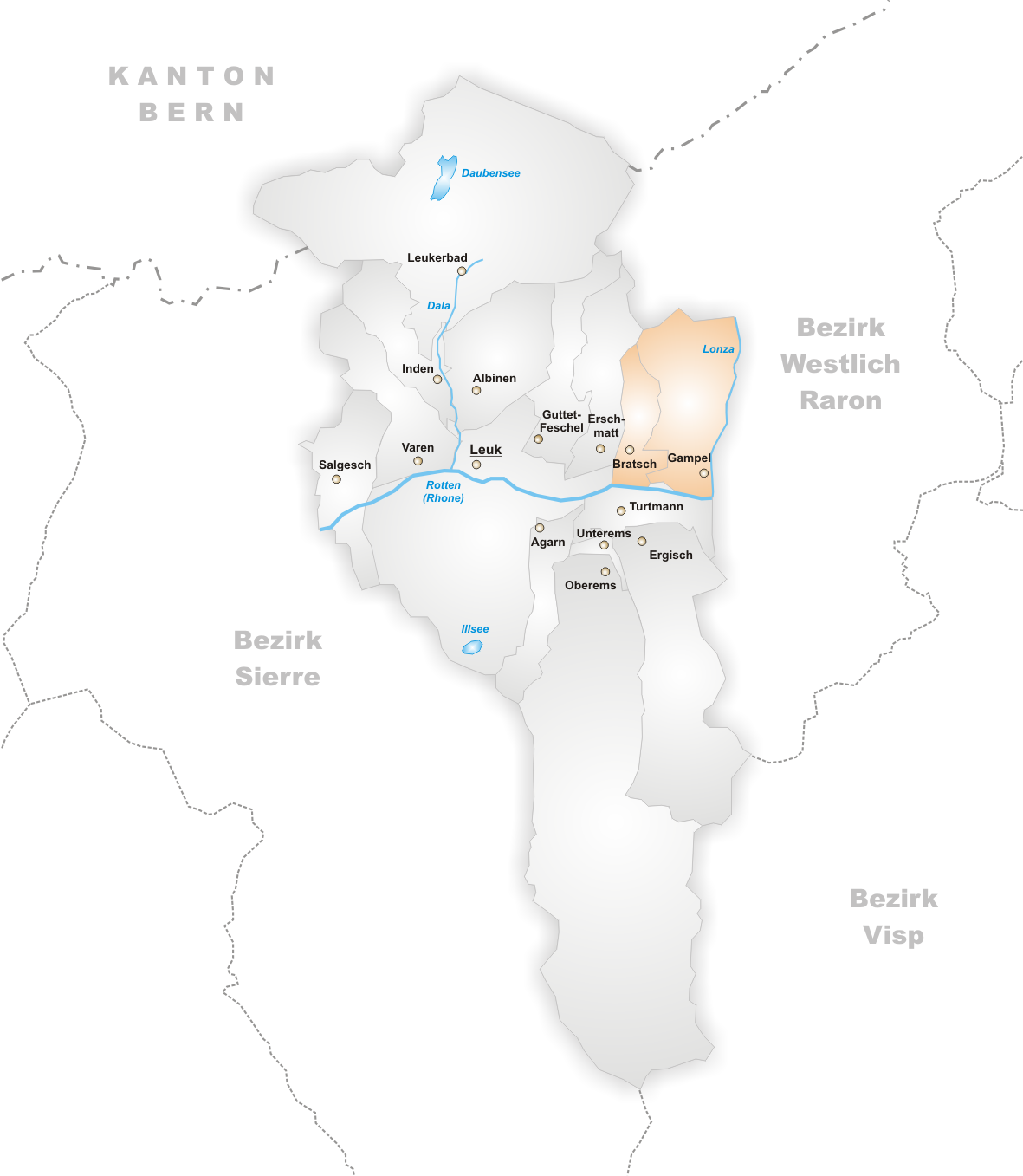
Comunas hasta 2008